# Johan Gustaf Liljegren
Johan Gustaf Liljegren (27. februar 1791—2. juni 1837) var en svensk oldtidsforsker.
Efter docenttjeneste i Lund og nogle års arbejde ved Kungliga Biblioteket og Rigsarkivet udnævntes Liljegren til rigsantikvar og endelig 1835 til rigsarkivar. Livligt interesseret for de ideer, som lå bag ved stiftelsen af Götiska förbundet, var Liljegren godt skikket til at have omsorg om statens historiske samlinger, som stod under rigsantikvarens varetægt.
Hans vigtigste indsats i svensk historisk forskning er imidlertid det af ham påbegyndte "Svenskt diplomatarium", af hvilket han selv nåede udgivelsen af to bind, 1829—37. Som supplement hertil udgav han under titelen "Runurkunder" en fuldstændig samling af alt, som på hans tid fandtes tilgængelig af runeristninger. Hverken det ene eller det andet af disse arbejder
tilfredsstiller dog moderne kritiske krav.